# Pennsylvania
För andra betydelser, se Pennsylvania (olika betydelser).
Pennsylvania (ordagrant översatt: "Penns skogsland"; äldre svenska: Pennsylvanien; pennsylvaniatyska: Pennsilfaani), formellt Commonwealth of Pennsylvania ("Samväldet Pennsylvania"), är en delstat i Mid-Atlantic-regionen och nordöstra  USA. Den brittiske kväkaren William Penn grundade den koloni som sedan blev delstaten Pennsylvania, sedan han 14 mars 1681 beviljats detta i ett kungligt privilegiebrev av Karl II av England.
Pennsylvania gränsar i öster till New Jersey, i norr till delstaten New York, i väster till Ohio och i söder till Delaware, Maryland och West Virginia.

## Historia
I nuvarande Pennsylvania bodde indianstammarna Lenni Lenape, Susquehanna, Irokeser, Eriez och Shawnee. Under brittisk kolonialtid var den nuvarande delstaten Delaware en del av Pennsylvanias territorium, men 1704-1710 fick de tre grevskapen i sydöst bilda en egen koloni, med namnet Delaware.
De första kolonisterna i Pennsylvania var annars svenskar (se Nya Sverige) och nederländare (se Nya Nederländerna), vilka sistnämnda 1655 tog den svenska andelen i besittning, men senare måste vika för engelsmännen som erövrade området 1664. Kung Karl II förlänade 14 mars 1681 åt William Penn, som ersättning för en hans fordran hos kronan, ett stort landområde väster om Delawarefloden och norr om Maryland, vilket Penn ökade genom att av indianerna köpa 20 000 amerikanska tunnland (80 kvadratkilometer) mark och överlät åt sina förföljda trosbröder kväkarna; ett av delstatens smeknamn är "Quaker State". De förträffliga lagar, som Penn gav den efter hans fader uppkallade kolonin Provinsen Pennsylvania, och i synnerhet den fullständiga trosfrihet, som där rådde, lockade dit tusentals emigranter av alla bekännelser: engelska kväkare, skotska och irländska presbyterianer, tyska mennoniter med utbrytargruppen amish, franska hugenotter. På 1700-talet blev kolonins huvudstad Philadelphia Amerikas största stad.
Sin första författning erhöll kolonin 1683, grundad på allmän rösträtt och garanterande samvetsfrihet; alla ämbetsmän skulle väljas av folket, som självt utövade beskattningsrätt, och Penn förbehöll sig endast guvernörskapet. Gränsen mot Maryland (lord Baltimores område) var länge omtvistad, men 1763-1767 fastställdes den s.k. "Mason-Dixon line", som sedan blev ryktbar såsom gräns mellan fria och slavstater. Landet tillhörde till största delen kväkare, som bodde i England och förvaltade det genom ombud. År 1776 upphävdes den gamla författningen, och folket beslutade om en ny, på republikanska principer grundad författning. I befrielsekriget tog Pennsylvania verksam del, och flera avgörande drabbningar stod på dess område. Nordvästra delen av staten (intill Eriesjön och norr om 42:a breddgraden), som New York och Massachusetts överlämnat till förbundsregeringen, köpte Pennsylvania 1792. Den 13 december 1787 antog Pennsylvania USA:s konstitution.

### Det egna banksystemet 1723-1764
Under kolonialtiden i Amerika fanns olika regionala penningsystem. Det system som upprättades i Pennsylvania var särskilt framgångsrikt, eftersom de lyckades att finansiera delstatens verksamheter i 30 år genom att helt enkelt trycka egna pengar och dessutom undvika skatter och utan att driva upp priserna. Det fanns ett lånekontor ("centralbank") och den var provinsens huvudsakliga inkomstkälla, kompletterad med importavgifter på sprit. Bank of England förde dock en kamp mot koloniernas egna penningsystem, och 1764 lyckades de få parlamentet att anta Currency Act, vilken gjorde det olagligt för kolonierna att ge ut sina egna pengar. Lagen innebar också att kolonierna blev tvungna att betala alla skatter till Storbritannien i form av silver eller guld. Alla som inte hade tillgång till silver eller guld blev tvungna att låna detta av bankerna, mot ränta. Reformen blev dödsstöten för systemet i Pennsylvania, men också övriga koloniers egna penningsystem.

## Geografi
Bergskedjan Appalacherna går diagonalt genom delstaten, från sydväst till nordöst. På Alleghenyplatån hittades 1859 nära staden Titusville petroleum av Edwin L. Drake. Detta var första stora fyndet av olja i USA, och början på den amerikanska oljeindustrin.
Den östligaste delen av staten, mellan Delaware och Blå bergen (120–130 km, är fylld av kullar; mellersta delen är ett bergland, som i riktningen sydväst-nordöst genomdras av flera parallellkedjor tillhörande Alleghenybergen (Kittatinny, Broad eller Tuscarora mountains, Sideling hill och östligast Blå bergen, vilka bildar vattendelare mellan Atlanten och Ohio; dock genombryts Blå bergen både av Delawarefloden och Susquehanna.
Väster om detta bergland utbreder sig ett taffelland, som sluttar åt nordväst mot Eriesjön. De mellersta bergskedjorna tillhör silur-, karbon- och devonformationerna samt har ofantliga lager antracitkol; de är eljest ofruktbara utom i dalsänkorna. Stora områden är fortfarande täckta av skog, där björnar, tvättbjörn o.a. rovdjur ännu kan finnas. Även de östra och västra delarna av staten är av paleozoisk ålder. I den västra upptas hälften av stenkolsformationer, som innehåller stora lager stenkol, en betydlig del av devoniska lager med givande petroleumkällor (nu till största delen redan exploaterade) eller av siluriska och arkeiska formationer, till vilka de stora järnmalmslagren hör.
Pennsylvania står i segelbar förbindelse med Atlanten genom Delawarefloden, som bildar östra gränsen och upptar Lehigh och Schuylkill River, och genom den breda, men grunda Susquehanna, som kommer från delstaten New York, strömmar genom delstaten i sydlig riktning och faller ut i Chesapeakeviken, samt med Mexikanska viken, genom den väldiga Ohio, som uppstår i statens västra del genom förening av Alleghenyfloden och Monongahela. På den korta kuststräckan vid Eriesjön har staten en god naturhamn, Erie, genom vilken den sätts i stånd att delta i sjöfarten på de stora sjöarna.
Klimatet växlar mycket efter det geografiska läget och efter årstiderna. I Philadelphia har man uppmätt +38 °C under juli och -21 under januari, dess årsmedeltemperatur är 11,9 °C (juli 24,2 °C, januari 0 °C). Norra berglandet är under 4 månader av året begravt under ett mer än meterdjupt snölager; det södra däremot har ett angenämt klimat hela året, med endast korta avbrott av stark värme eller köld. De mellersta dalarna är mycket heta om sommaren och kalla om vintern och har häftiga temperaturväxlingar. Klimatet i de sydvästra counties är jämförelsevis torrt och jämnt, med mycket snö om vintern, som åstadkommer stora vårflöden. Den årliga medelnederbörden är i Philadelphia 996 mm, i Harrisburg vid foten av Blå bergen 950 mm och i Pittsburgh 972 mm.

## Större städer
De tio största städerna i Pennsylvania (2003).  
- Philadelphia – cirka 1 479 000 invånare, metropolitan area 5 823 233
- Pittsburgh – 325 000, metropolitan area 2 358 695
- Allentown – 106 000
- Erie – 101 000
- Reading – 80 000
- Bethlehem – 71 000
- Lancaster – 56 000
- Harrisburg – 52 000
- Wilkes-Barre – 43 000
- York – 41 000
- Williamsport – 31 000

I Philadelphia, delstatens största stad, skrevs USA:s självständighetsförklaring under den 4 juli 1776 och här ligger också den gamla svenska kyrkan Gloria Dei (Old Swedes') som är stadens äldsta kyrka.
I området kring Lancaster, York och Harrisburg bor Amish och mennoniter, gammaltroende tyska protestanter, där många har en livsstil som på 1700-talet.

## Politik och styrelseskick

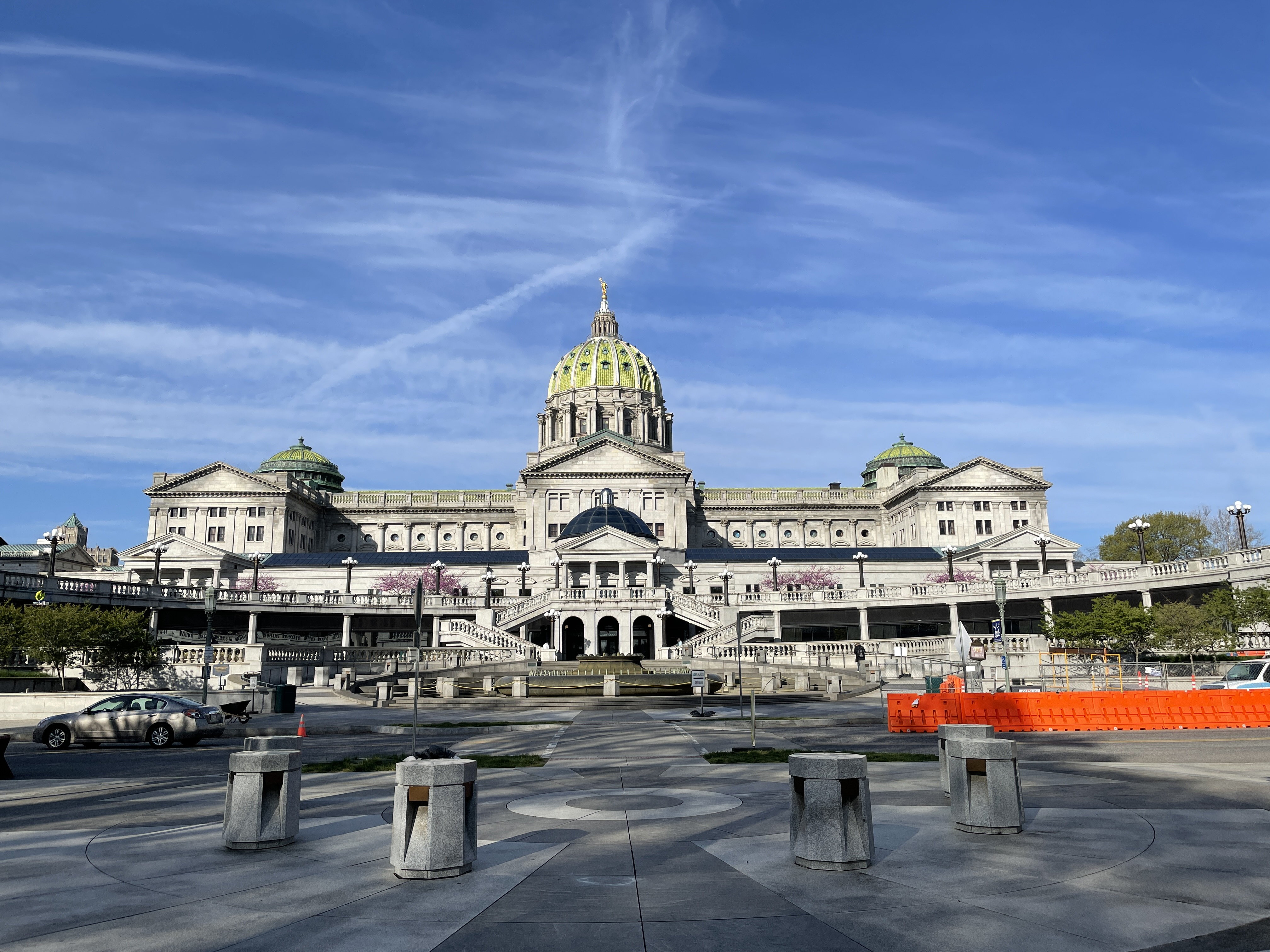
Pennsylvania State Capitol i Harrisburg är säte för de tre grenarna av delstatsstyret.

Sedan 1812 huserar Pennsylvanias guvernör, generalförsamling, och högsta domstol i Harrisburg, som sedan dess är Pennsylvanias huvudstad. Delstaten är indelad i 67 countyn, vilka vidare är indelade i primärkommunala enheter.

### Verkställande makt
Pennsylvanias delstatsstyre leds av Pennsylvanias guvernör som är folkvald med en mandatperiod på fyra år. Guvernören utser arton av delstatens ministrar med varsitt departement. 
Ytterligare fyra ämbeten väljs dock direkt av delstatens väljare i allmänna val. Den amerikanska traditionen med direkta val på delstatsnivå av de viktigaste ämbetsmännen återfinns även i Pennsylvania, där följande ämbeten väljs direkt av medborgarna: 
- Lieutenant Governor, viceguvernören.
- Attorney General, justitieministern.
- State Treasurer, finansministern.
- Auditor General, statsrevisorn.

### Lagstiftande makt
Pennsylvanias generalförsamling inrättades 1790 och består av två kamrar, där samtliga ledamöter väljs genom majoritetsval i enmansvalkretsar. Generalförsamlingens kamrar utgörs av senaten med 50 ledamöter och representanthuset med 203 ledamöter.

### Dömande makt
Det delstatliga domstolsväsendet består av tre nivåer med Supreme Court of Pennsylvania överst och med Court of Common Pleas (i 60 rättsliga distrikt) som första instans i de flesta civil- och brottmål.

### Presidentval

Resultat i presidentvalet 2016 utifrån delstatens countyn.
Clinton:
40–50%
50–60%
60–70%
80–90%
Trump:
40–50%
50–60%
60–70%
70–80%
80–90%

Pennsylvania är en så kallad "swing state" med jämna valresultat mellan republikanerna och demokraterna. I regel är demokraterna populära i och omkring Philadelphia, medan republikanerna är starka i countyn som Armstrong, Bedford, Fayette, Franklin, Westmoreland och York.
I presidentval har Pennsylvania 19 elektorsröster som tilldelas den kandidat som erhåller flest röster i delstaten. Antalet elektorsröster gör delstaten till en av de viktigaste att vinna. Delstaten har röstat för demokraternas kandidat i 10 av 15 presidentval sedan valet 1960. De republikanska kandidaterna som vunnit delstaten sedan 1960 är Gerald Ford (1976), Ronald Reagan (1980, 1984), George H. W. Bush (1988) och Donald Trump (2016).

## Rättsväsende
Pennsylvania är uppdelat i 60 domsagor på länsnivå med en allmän underrätt eller tingsrätt (Court of Common Pleas) i varje domsaga  som första instans. Underrätterna hör de flesta civilmål och brottmål. I samtliga domsagor utom två ryms distriktsdomare vilka hör mindre tvistemål och brottmål. Inom staden Philadelphia finns det en kommunal domstol med liknande jurisdiktion, inklusive en trafikdomstol. I Pittsburgh existerar en polisdomstol som hör mindre mål. Distriktsdomstolarnas domar överklagas till tingsrätten. Staten har två appellationsdomstolar som dömer i andra instans, Superior Court eller hovrätten och Commonwealth Court eller kammarrätten. Överrätten hör samtliga mål som inte uttryckligen avses behandlas i republikdomstolen. Den sistnämnda domstolens jurisdiktion gäller endast överklagande av vissa civila och administrativa mål. Rättsväsendet i Pennsylvania står under den Högsta Domstolen, Supreme Court of Pennsylvania. Samtliga domare i delstaten väljs i allmänna val.

### Högsta domstolen
Pennsylvanias högsta domstol består av sju domare, varav den domare som har flest tjänsteår i högsta domstolen är ordförande. Domstolen har jurisdiktion i följande fall:
- I första instans rörande talan i vissa särskilda fall (sådan talan kan även väckas i lägre domstol): Habeas corpus; mandamus, dvs. att beordra en lägre domstol att göra något eller att förbjuda den att göra något; quo warranto vilket är mål rörande en myndighets befogenhet.
- I andra instans, överklagan från lägre domstolar och från administrativa organ av domstolskaraktär. Vid utdömt dödsstraff sker automatisk överklagan direkt till högsta domstolen.
- Högsta domstolen kan på eget initiativ eller på talan från part överta ett mål som behandlas i en lägre domstol.[5]

Högsta domstolen är också styrelse för Pennsylvanias domstolsverk, Administrative Office of Pennsylvania Courts.

### Superior Court
Hovrätten består av 15 domare. Ordförande väljs för en femårsperiod av domstolen själv. Ordföranden kan inte efterträda sig själv, utan en ny ordförande måste väljas efter mandatperiodens slut. Hovrättens huvuduppgift är att avgöra överklaganden från tingsrätten. I första instans avgör den bara ansökningar från åklagarväsendet rörande hemlig avlyssning och elektronisk övervakning.

### Commonwealth Court
Kammarrätten består av sju domare, ordförande är den domare som har flest tjänsteår i domstolen. Denna domstol avgör följande mål:
- I första instans, mål andra än skadeståndsmål mot delstaten Pennsylvania eller en av dess tjänstemän; mål rörande vallagens tillämpning vid val omfattande hela delstaten; civilmål initierade av delstaten (talan i sådana mål kan även väckas i tingsrätten).
- I andra instans, överklagan av beslut fattade av statliga myndigheter, överklagan av tingsrättsdomar i mål rörande talan väckt mot delstaten eller i mål rörande talan väckt av delstaten, överklagan av kommunala beslut.[7]

## Ekonomi
Pennsylvania var tidigare en av de rikare delstaterna i USA. År 2000 låg medelinkomsten på 18:e plats bland delstaterna.
Orsaken till att Pennsylvania fallit tillbaka är huvudsakligen att man förlitat sig på en stor andel tung industri. Under senare år har den amerikanska konkurrenskraften försämrats inom såväl tillverknings- som tung industri. Redan under president Reagan kunde en stor sektoriell skiftning av arbetskraften från industri till tjänstesektorn iakttas.

### Beskattning
Pennsylvanias två största inkomstkällor är en mervärdesskatt samt inkomstskatter på människor och företag. Därtill finns en myriad av olika skatter och avgifter, bland annat på arv, diesel, bensin, alkohol, tobak, fastighetstransaktioner, samt på en mängd övriga varor och tjänster.
Delstaten är en av fem delstater i USA att tillämpa en platt marginalskatt på inkomster. Den aktuella procentsatsen är 3,07 % av den egna inkomsten, medan momsen på varor och tjänster ligger på 6 %. På kommun- och länsnivå kan beskattning av egendom och fastigheter brukas, något som ej förekommer på själva delstatens nivå.

### Alkoholmonopol
Pennsylvania har en konservativ alkoholpolitik. För att köpa alkoholhaltiga drycker och besöka lokaler där alkohol säljs krävs normalt giltig ID-handling.
Försäljning av alkoholhaltiga drycker regleras av Pennsylvania Liquor Control Board, vilken är Pennsylvanias enda distributör av vin och sprit. Likt Systembolaget i Sverige sker handeln genom delstatligt ägda butiker, Wine and Spirits Stores. Vinsten från alkoholhandeln används till att finansiera en mängd olika delstatliga program, inklusive polisen.
Öl kan bara köpas genom speciella distributörer i ölförpackningar om 24 flaskor/burkar eller på barer och restauranger som "Beer to go", normalt i ölförpackningar om 6  eller 12 flaskor/burkar.

## Utbildning
Se lista över universitet i Pennsylvania.

## Delstatssymboler
- Delstatsdjur: Vitsvanshjort
- Delstatsdryck: Mjölk
- Delstatsfågel: Kragjärpe
- Delstatshund: Grand danois
- Delstatsfisk: Bäckforell
- Delstatsblomma: Vitblära
- Delstatsinsekt: Eldfluga
- Delstatssång: Pennsylvania
- Delstatsträd: Hemlockgran

## Kända personer födda i Pennsylvania
- Marian Anderson, sångare
- Maxwell Anderson, författare
- John Barrymore, skådespelare
- Joe Biden, USA:s vicepresident 2009–2017, USA:s president  2021–2025
- James Blaine, talman, presidentkandidat, senator från Maine
- James Buchanan, USA:s 15:e president
- Rachel Carson, författare, biolog
- Jack Coleman, skådespelare, manusförfattare
- Bill Cosby, skådespelare
- Charlie Crist, guvernör i Florida
- Brandon DiCamillo, skådespelare
- Jimmy Dorsey, orkesterledare
- Tommy Dorsey, orkesterledare
- Stephen Foster, kompositör
- Joseph Frantz, regissör (HIM, Bams unholy union)
- Robert Fulton, uppfinnare
- Chad Ginsburg , musiker/gitarrist
- Alexander Haig, general, politiker
- Michael Keaton, skådespelare
- Gene Kelly, dansör, skådespelare
- Grace Kelly, skådespelare, furstinna
- Mario Lanza, sångare, skådespelare
- Brandon Cole Margera, professionell skateboardåkare, skådespelare, regissör
- Jess Margera, trummis
- Phil Margera, skådespelare
- Mac Miller, rappare
- George C. Marshall, general, politiker, nobelpristagare
- Alecia "Pink" Moore, sångare
- Arnold Palmer, professionell golfspelare
- Robert Peary, polarforskare
- Planetary, rappare
- Zachary Quinto, skådespelare
- Chris Raab , skådespelare
- Trent Reznor, musiker
- Tom Savini, skådespelare, specialeffekts- och makeupartist
- Richard Schweiker, politiker
- Wallis Simpson, hertiginna av Windsor
- Will Smith, skådespelare
- James Stewart, skådespelare
- Sharon Stone, skådespelare
- Taylor Swift, sångare
- John Updike, författare
- Andy Warhol, konstnär
- Rake Yohn, skådespelare